# Indicateur de progrès véritable

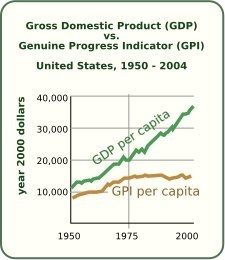

Pour les articles homonymes, voir Indicateur et Progrès.
«  IPV (indicateur) » redirige ici. Pour les autres significations, voir IPV.
L'indicateur de progrès véritable (IPV) est un indicateur alternatif au produit intérieur brut (PIB) ou à l'indice de développement humain (IDH) pour tenter de mesurer l'évolution du bien-être réel d'un pays.
Alors que le PIB ne mesure que l'activité économique monétaire, l'indicateur de progrès véritable :
- ajoute au PIB la valeur estimée des activités économiques non monétaires, comme le travail domestique ou les activités bénévoles ;
- retranche du PIB la valeur estimée des richesses naturelles perdues (dommages à l'environnement, destruction des ressources non renouvelables, etc.) et des dégâts sociaux (chômage, délits, crimes, délinquances, accidents, maladies, inégalités, etc.)

Par son mode de calcul, il est très proche de l'indice de bien être durable.